# Mecysmauchenius
Mecysmauchenius là một chi nhện trong họ Mecysmaucheniidae.